# Trollkontroll
Trollkontroll är en svensk TV-serie i regi av de svenska författarna Anders Jacobsson och Sören Olsson, och sändes ursprungligen i SVT:s TV 2 i åtta avsnitt under perioden 8 januari-26 februari 1990.

## Handling
Tre skyddsänglar sitter och deppar vid en avlägsen stjärna, då de försöker styra sina mänskliga motsvarigheter på jorden med hjälp av sina omoderna trollspön, vilket inte fungerar. Skyddsänglarna går då till galax-facket och klagar, och deras trollspön byts då ut mot en så kallad "trollkontroll", vilket är en maskin som kan styra de mänskliga motsvarigheterna på jorden bättre.
Idén kom från en teatersportsövning som hette "Fjärrkontrollen", där en person skulle styra en annan på scenen.
I varje avsnitt medverkade även Hemliga byrån, och framförde en låt med video. Flera av låtarna bearbetades sedan något och återkom 1992-1993 med andra texter på Bert-kassettbanden, "Körv" (januari) fick ändrad text, "Multiman" blev "Morgonfjong" (maj) och "Kom konkurrens" blev "Fina Paulina" (maj).

### Fotnoter
1. ↑  ”Trollkontroll”. Svensk mediedatabas. 26 februari 1990. http://smdb.kb.se/catalog/search?q=Trollkontroll+typ%3Atv&sort=OLDEST. Läst 6 april 2011.